# Jorge Castell Guerrero
Jorge Castell Guerrero fue un maestro y político mexicano. Nació en Colima, Colima el 9 de octubre de 1914. Fue rector de la Universidad de Colima del 1 de enero al 15 de noviembre de 1961 con motivo de la muerte del rector José Ma. Castellanos Urrutia. Durante su gestión se adquirieron los terrenos para la construcción de las nuevas instalaciones para la universidad, al noroeste de la ciudad de Colima. Para ese entonces asistían a la universidad 2,554 estudiantes. La Medalla al Mérito Magisterial Colimense que otorga el gobierno de Colima lleva en su honor su nombre.
- Datos: Q6453510